# Bergsturz in Frank

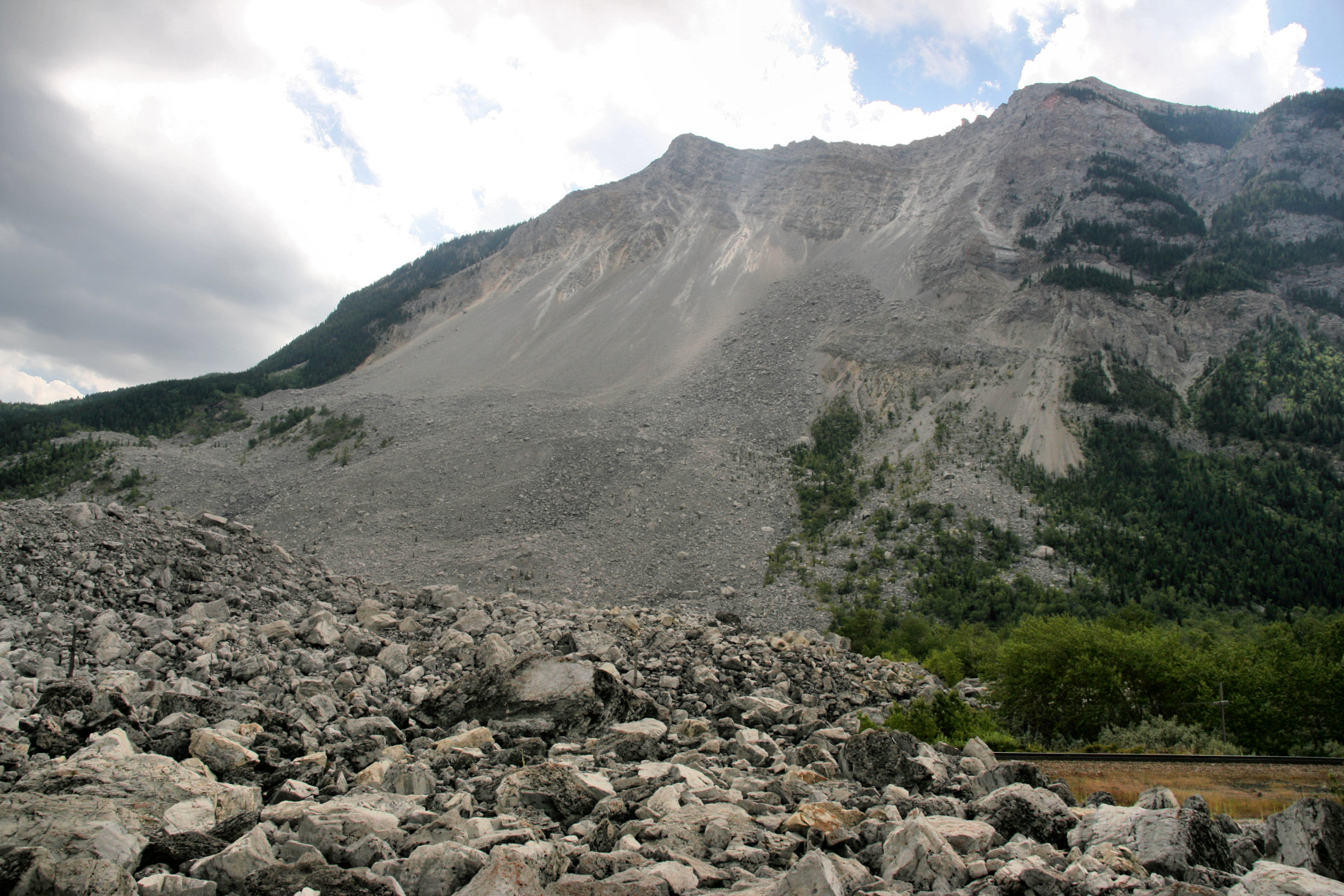
Turtle Mountain mit den Spuren des Bergsturzes

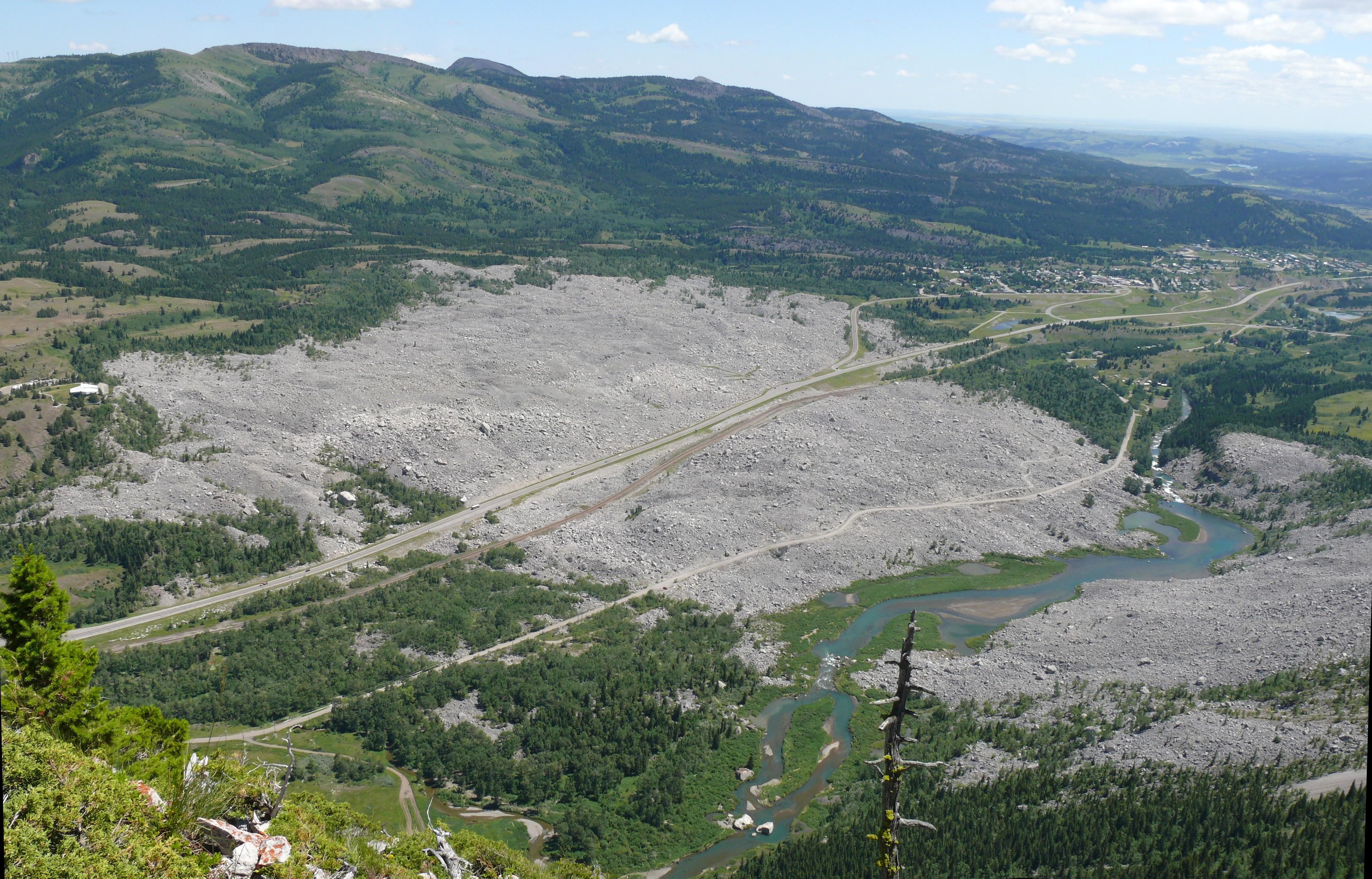
Das Areal 2013

Der Bergsturz in Frank oder Frank Slide ereignete sich am 29. April 1903 bei Frank, einer Siedlung mit 100 Einwohnern in der heutigen Municipality of Crowsnest Pass im Westen der kanadischen Provinz Alberta, etwa 250 Kilometer südlich von Calgary, in den kanadischen Rocky Mountains.
Ein kompakter Block einer Gipfelklippe von rund 30 Millionen Kubikmeter (maximale Ausdehnungen: 150 Meter Tiefe, 425 Meter Höhe, 1010 Meter Breite) brach um 4:10 Uhr am Gipfel des Turtle Mountain, der zu den Crowsnest Mountain als Teil der Southern Continental Ranges gehört, ab und stürzte über eine Flanke von durchschnittlich 45° rund 1000 Meter in die Tiefe. Es entstand eine zerstörte Schuttfläche von rund drei Quadratkilometern.
Das ganze Ereignis war nach weniger als 90 Sekunden vorüber, wobei der eigentliche Absturz höchstens fünf bis acht Sekunden gedauert haben dürfte. Rund 70 Personen verloren dabei ihr Leben, einige wurden verletzt, ein Reisezug konnte noch rechtzeitig angehalten werden. Etwa 40 Gebäude, die Eisenbahnlinie auf gut zwei Kilometer Länge und eine Fahrstraße wurden zerstört. Es entstand ein kleiner Stausee.